# From Left to Right
 (janvier 2016).
Si vous disposez d'ouvrages ou d'articles de référence ou si vous connaissez des sites web de qualité traitant du thème abordé ici, merci de compléter l'article en donnant les références utiles à sa vérifiabilité et en les liant à la section « Notes et références ».
From Left to Right est un album du pianiste de jazz Bill Evans publié en 1970.

## Enregistrement
Cet album, produit par Helen Keane, a été initialement publié en 1970 par le label MGM (SE 4723). Il a été réédité en cd en 1998, puis en 2005, par le label Verve Records.
Le coffret de 18 cd The complete Bill Evans on Verve (Verve Records, 1997) offre, en plus des titres additionnelles des rééditions cd, de nombreuses prises alternatives. Ont été aussi ajoutés deux titres inédits issus d'une séance préparatoire (San Francisco, 25 mars 1969).
Ce disque a été enregistré en plusieurs étapes entre mars 1969 et mai 1970
- 26 mars 1969 : enregistrement du quartet (Evans / Brown / Gomez / Morell) à San Francisco. Michael Leonard est présent, mais n'a pas encore écrit les arrangements pour orchestre complet.
- 14 octobre 1969 : enregistrement de « corrections » par le quartet à New York après pré-montage des pistes originales.
- 21 octobre 1969 : enregistrement des premières pistes de d'orchestre (vents) en overdubbing à New York
- 13 novembre 1969 : enregistrement des secondes pistes d'orchestre (cordes) en overdubbing à New York
- 23 avril au 27 mai 1970 : enregistrement des dernières « corrections » par Evans, Brow, Gomez, Morell et un orchestre complet en overdubbing à New York. Selon Michael Leonard, certains titres auraient été ré-enregistrés intégralement par le quartet accompagné « en direct » par un orchestre complet[2].

## Titres de l’album
| No | Titre                                      | Auteur                                        | Durée |
| -- | ------------------------------------------ | --------------------------------------------- | ----- |
| 1. | What Are You Doing the Rest of Your Life ? | Michel Legrand, Alan Bergman, Marilyn Bergman | 4:05  |
| 2. | I'm All Smiles                             | Michael Leonard, Herbert Martin               | 5:42  |
| 3. | Why Did I Choose You ?                     | Michael Leonard, Herbert Martin               | 5:04  |
| 4. | Soirée                                     | Earl Zindars                                  | 3:24  |
| 5. | The Dolphin - Before                       | Luiz Eça                                      | 3:05  |
| 6. | The Dolphin - After                        | Luiz Eça                                      | 3:06  |
| 7. | Lullaby for Helene                         | Earl Zindars                                  | 2:50  |
| 8. | Like Someone in Love                       | Jimmy Van Heusen, Johnny Burke                | 5:38  |
| 9. | Children's Play Song                       | Bill Evans                                    | 4:11  |

Titres additionnels sur les rééditions en cd
| No  | Titre                                                          | Durée |
| --- | -------------------------------------------------------------- | ----- |
| 10. | What Are You Doing the Rest of Your Life ? (prise alternative) | 4:44  |
| 11. | Why Did I Choose You ? (prise alternative)                     | 4:18  |
| 12. | Soirée (prise alternative)                                     | 3:26  |
| 13. | Lullaby for Helene (prise alternative)                         | 2:39  |

Titres additionnels sur le coffret The complete Bill Evans on Verve
- Why Did I Choose You ? - 7 prises alternatives
- Soirée - 2 prises alternatives
- Lullaby for Helene - 3 prises alternatives
- What Are You Doing the Rest of Your Life ? - 3 prises alternatives
- The Dolphin - 7 prises alternatives
- Crest Theme alias Comrade Conrad (Evans) - 3 prises
- It must be love (Evans) - 3 prises

Note : Bill Evans est donné sur la pochette comme compositeur de Lullaby for Helene. C'est une erreur : le compositeur de cette pièce est Earl Zindars.

## Personnel
- Bill Evans : piano, Fender Rhodes[4]
- Sam Brown : guitare
- Eddie Gomez : contrebasse
- Marty Morell : batterie
- Orchestre arrangé et dirigé par Michael Leonard

Note : Michel Legrand est donné sur de nombreuses discographies comme arrangeur et chef d'orchestre pour cet album. Cette information est erronée.

## À propos de l'album
Ce disque est le dernier signé par Evans dans le cadre de son contrat avec Verve Records (Verve et MGM appartenait à la même compagnie). C'est le premier où il utilise un Fender Rhodes simultanément avec le piano.
Cet album est volontairement à la frontière entre le jazz et la variété instrumentale de type easy listening. C'est le second et dernier album à visées commerciales enregistré par Evans[réf. souhaitée].
Cet album est le fruit de multiples séances en studios et d'un gros travail de montage. Deux exemples :
- The Dolphin. La version Before (en quartet) est le montage de la 14e prise et, comme coda, d'un « loop » extrait des premières mesures de cette prise ; la partie de contrebasse jouée par Gomez a été effacée et remplacée par une partie de guitare basse plus simple enregistrée postérieurement par John Beal. La version After (avec orchestre complet) est basée sur le montage précédent, mais des pistes orchestrales (vents, cordes, percussions additionnelles) ont été ajoutées ; par ailleurs, l'arrangeur a harmonisé à plusieurs voix pour un ensemble de 5 flûtes (dont une piccolo, deux altos, et une basse) le solo improvisé par Evans au Fender Rhodes[réf. souhaitée].
- Children Play Song a demandé pas moins de 6 séances. Après le montage, l'ingénieur du son a ajouté au mixage des cris d'enfants qui jouent[réf. souhaitée].

La technologie de l'époque ne permettant pas des mixages aussi compliqués, force est de constater que le résultat est techniquement pas toujours très réussi : beaucoup de souffle (trop d'overdubbings successifs), des points d'insertions trop évidents (changements brusques du timbre du piano, "clics")…[réf. nécessaire]

## À propos du répertoire
- What Are You Doing the Rest of Your Life ?. Cette chanson de Michel Legrand est tirée de la musique du film The Happy Ending (Richard Brooks, 1969).
- I'm All Smiles. Cette chanson est une valse écrite par Michael "Mickey" Leonard pour la comédie musicale The Yearling (1965). Cette comédie avait fait un flop, mais la reprise de la chanson par Barbra Streisand avait été un hit (album People, Columbia Records, 1964).
- Why Did I Choose You ? est une ballade est tirée de la même comédie musicale. Là aussi, Barbra Streisand en avait donné une version qui avait été un hit (album My Name Is Barbra, Columbia Records, 1965).
- Soirée . Ce thème est une ballade en Si majeur composée par le percussionniste Earl Zindars, un ami proche d'Evans. Dans ce thème aux couleurs impressionnistes, des sections en 4/4 alternent avec des sections en 3/4.
- The Dolphin. Cette composition de Luiz Eça[5] est une des rarissimes incursions de Bill Evans dans l'univers de la bossa nova. Selon Michael Leonard, ce thème a été amené, sous forme de « lead sheet » par un ami d'Earl Zindars lors des sessions de San Francisco et n'était pas prévu au programme.
- Lullaby for Helene  est une berceuse, composée en 1963 par Earl Zindars et dédiée à sa fille Helene[6] en forme de valse en La mineur.
- Like Someone in Love. Cette chanson vient de la musique du film Belle of the Yukon (William A. Seiter, 1944).
- Children Play Song. Cette composition de Bill Evans est un pastiche d'exercice pour pianiste débutant. Après un premier exposé du thème « comme un exercice », Evans le rejoue sous forme de ballade avec une grille harmonie plus complexe[7]. Ce thème de 32 mesures est de forme AABA (les 8 mesures du pont sont basées sur un seul accord : un accord de 7e de dominante avec quarte suspendue).

## Partitions
On trouvera les partitions de Chidren Play Song et des deux compositions d'Earl Zindars dans :
- Bill Evans 3 : 3rd book in a series of Bill Evans originals recorded by his trio. TRO, circa 1975

Les autres titres sont des standards de jazz. On les trouvera dans les différents Real Books. Il est à noter que What Are You Doing the Rest of Your Life, The Dolphin, I'm All Smiles et Like Someone in Love sont dans le « mythique » premier Real Book.